# Juan Manuel Fangio II
Juan Manuel Fangio II (Balcarce, Buenos Aires, Argentina; 19 de septiembre de 1956) es un expiloto de automovilismo argentino, sobrino del pentacampeón mundial de Fórmula 1 Juan Manuel Fangio. 
Fangio II conoció a algunos de los más famosos campeones de carreras de automóviles de la era de su tío. Probó el Osella FA1F-Alfa Romeo Pirelli de Fórmula 1 a mediados de los días 2 y 3 de octubre de 1984 fue su piloto de pruebas y virtual tercer piloto de dicha escudería.
Debutó como piloto profesional en el Campeonato IMSA GT en 1985 y tuvo una exitosa carrera ganando dos campeonatos de pilotos en GTP en 1992 y 1993, como también dos títulos de constructores para Toyota y All American Racers. Estableció su legado ganado dos veces las 12 Horas de Sebring (como su tío), alcanzando 21 victorias en GTP y un récord para la IMSA de 19 victorias en solitario.
Fangio II también corrió en la categorías de monoplazas CART desde 1995 hasta 1997, primero con PacWest y luego con All American Racers. Puntuó en cuatro carreras, obteniendo como mejor resultado un séptimo en Mid-Ohio 1995. En 1997 se retiró de la serie y de su equipo.
El piloto retornó a América del Sur en el año 1998 para disputar el Campeonato Sudamericano de Superturismos con el equipo oficial Peugeot, del equipo EF Racing resultando quinto con una victoria en la carrera de Olavarría el 2 de agosto de ese mismo año con Peugeot 406.

## Resultados

### Fórmula 3000 Europea
(Clave) (negrita indica pole position) (cursiva indica vuelta rápida)

| Año  | Escudería      | 1   | 2       | 3      | 4     | 5       | 6       | 7     | 8      | 9       | 10  | 11  | 12  | Pos. | Puntos |
| ---- | -------------- | --- | ------- | ------ | ----- | ------- | ------- | ----- | ------ | ------- | --- | --- | --- | ---- | ------ |
| 1985 | Corbari Italia | SIL | THR Ret | EST 11 | NÜR C | VAL Ret | PAU Ret | SPA 6 | DIJ 14 | PER Ret | ÖST | ZAN | DON | 16.º | 1      |

### American Racing Series
(Clave) (negrita indica pole position) (cursiva indica vuelta rápida)

| Año      | Escudería               | 1     | 2     | 3      | 4     | 5     | 6      | 7      | 8      | 9      | 10    | 11   | 12    | Pos. | Puntos |
| -------- | ----------------------- | ----- | ----- | ------ | ----- | ----- | ------ | ------ | ------ | ------ | ----- | ---- | ----- | ---- | ------ |
| 1986     | Ralph Sanchez Racing    | PHX1  | MIL   | MEA 11 | TOR 7 | POC 7 |        |        |        |        |       |      |       | 5.º  | 69     |
| 1986     | ProMotion / Manliba     |       |       |        |       |       | MDO 8  | ROA 11 | LS 3   | PHX2 2 | MIA 2 |      |       | 5.º  | 69     |
| 1987     | TEAMKAR International   | PHX 3 | MIL 7 | MEA 11 | CLE   | TOR   | POC    | MDO 3  | NZR    | LS     | MIA 1 |      |       | 7.º  | 57     |
| 1988     | TEAMKAR International   | PHX   | MIL   | POR 2  | CLE 1 | TOR   | MEA 12 |        |        |        |       |      |       | 5.º  | 69     |
| 1988     | Leading Edge Motorsport |       |       |        |       |       |        | POC 4  | MDO 13 | ROA 1  | NZR   | LS 3 | MIA 2 | 5.º  | 69     |
| Fuentes: |                         |       |       |        |       |       |        |        |        |        |       |      |       |      |        |

### Campeonato IMSA GT
(Clave) (negrita indica pole position) (cursiva indica vuelta rápida)

| Año  | Escudería           | 1      | 2      | 3       | 4      | 5       | 6      | 7     | 8      | 9      | 10     | 11     | 12    | 13     | 14     | 15    | Pos. | Puntos |
| ---- | ------------------- | ------ | ------ | ------- | ------ | ------- | ------ | ----- | ------ | ------ | ------ | ------ | ----- | ------ | ------ | ----- | ---- | ------ |
| 1989 | All American Racers | D24    | MIA 18 | S12 DNS | ATL    | WPB     | LRP 18 | MDO 5 | WGI 3  | ROA 5  | PDX 11 | HPT    | SAN 2 | SON 5  | TPA 23 | DLM   | 13.º | 53     |
| 1990 | All American Racers | D24 35 | MIA    | S12 25  | ATL 3  | WPB 13  | HPT 1  | LRP 5 | MDO 15 | WGI 11 | SON 1  | POR 13 | ROA 3 | SAN 1  | TPA 6  | DLM 1 | 4.º  | 115    |
| 1991 | All American Racers | D24 42 | WPB 8  | S12 18  | MIA 25 | ATL DNS | HPT 4  | LRP 2 | MDO 7  | NOR 16 | WGI 1  | LS 7   | POR 1 | ROA 19 | DLM 1  |       | 5.º  | 107    |
| 1992 | All American Racers | D24 11 | MIA 14 | S12 1   | ATL 14 | LRP 1   | MDO 2  | NOR 1 | WGI 1  | LS 1   | POR 2  | ROA 1  | PHO 1 | DLM 19 |        |       | 1.º  | 215    |
| 1993 | All American Racers | D24 27 | MIA 1  | S12 1   | AMS 1  | LRP 1   | MDO 1  | WGI 1 | ROA    | LS 2   | POR 1  | PHO 2  |       |        |        |       | 1.º  | 183    |

### 24 Horas de Le Mans
| Año  | Equipo            | Copilotos              | Automóvil    | Clase | Vueltas | Pos. | Pos. Clase |
| ---- | ----------------- | ---------------------- | ------------ | ----- | ------- | ---- | ---------- |
| 1993 | Toyota Team TOM'S | Geoff Lees Jan Lammers | Toyota TS010 | C1    | 353     | 8.º  | 5.º        |

### CART
(Clave) (negrita indica pole position) (cursiva indica vuelta rápida)

| Año      | Escudería           | Motor  | 1      | 2      | 3      | 4      | 5      | 6      | 7      | 8      | 9      | 10     | 11     | 12     | 13     | 14     | 15     | 16     | 17     | Pos. | Puntos |
| -------- | ------------------- | ------ | ------ | ------ | ------ | ------ | ------ | ------ | ------ | ------ | ------ | ------ | ------ | ------ | ------ | ------ | ------ | ------ | ------ | ---- | ------ |
| 1995     | PacWest Racing      | Ford   | MIA    | SRF    | PHX    | LBH    | NZR    | INDY   | MIL    | DET    | POR    | ROA    | TOR    | CLE    | MIS    | MDO 7  | NHM 15 | VAN 28 | LS 13  | 24.º | 6      |
| 1996     | All American Racers | Toyota | MIA 21 | RIO 17 | SRF 15 | LBH 25 | NZR 25 | 500 22 | MIL 19 | DET 18 | POR 14 | CLE 13 | TOR 28 | MIS 14 | MDO 20 | ROA 8  | VAN 19 | LS 28  |        | 23.º | 5      |
| 1997     | All American Racers | Toyota | MIA 20 | SRF 20 | LBH 26 | NZR 15 | RIO 20 | STL 23 | MIL 21 | DET 10 | POR 22 | CLE 21 | TOR 19 | MIS 11 | MDO 25 | ROA 10 | VAN 12 | LS 15  | FON 27 | 23.º | 9      |
| Fuentes: |                     |        |        |        |        |        |        |        |        |        |        |        |        |        |        |        |        |        |        |      |        |

### American Le Mans Series
(Clave) (negrita indica pole position) (cursiva indica vuelta rápida)

| Año  | Escudería         | Clase | Chasis         | Motor                   | 1     | 2   | 3   | 4   | 5   | 6   | 7   | 8   | Pos. | Puntos |
| ---- | ----------------- | ----- | -------------- | ----------------------- | ----- | --- | --- | --- | --- | --- | --- | --- | ---- | ------ |
| 1999 | Doyle-Risi Racing | LMP   | Ferrari 333 SP | Ferrari F310E 4.0 L V12 | SEB 6 | ATL | MOS | SON | POR | PET | MON | LSV | 90.º | 0      |